# 中山紀念公園
中山紀念公園（英語：Sun Yat Sen Memorial Park）位於香港香港島西營盤海傍，地處東邊街北和干諾道旁，鄰近西區海底隧道香港島出口。公園的大草坪矗立孫中山的紀念雕像。中山紀念公園（臨時公園）於2002年12月1日首次對外開放，但被批評紀念性不夠顯著。公園於2008年5月至12月至2010年6月25日期間關閉重新興建（工程期間，中山紀念公園體育館維持開放），全部工程於2011年竣工，重新開放。

## 沿革
香港特區政府向立法會民政事務委員會提交的文件中指出，由於孫中山生前在香港生活時，多於公園所處的中西區內活動，故期望該佔地5公頃的公園與同設於區內甘棠第的孫中山博物館相輔相成，以作紀念。另外，建築署高級園境師梅冬景指出，公園、博物館與中山史蹟徑三位一體，介紹了孫中山在港的革命歷程和革命思想。

## 第一代中山紀念公園

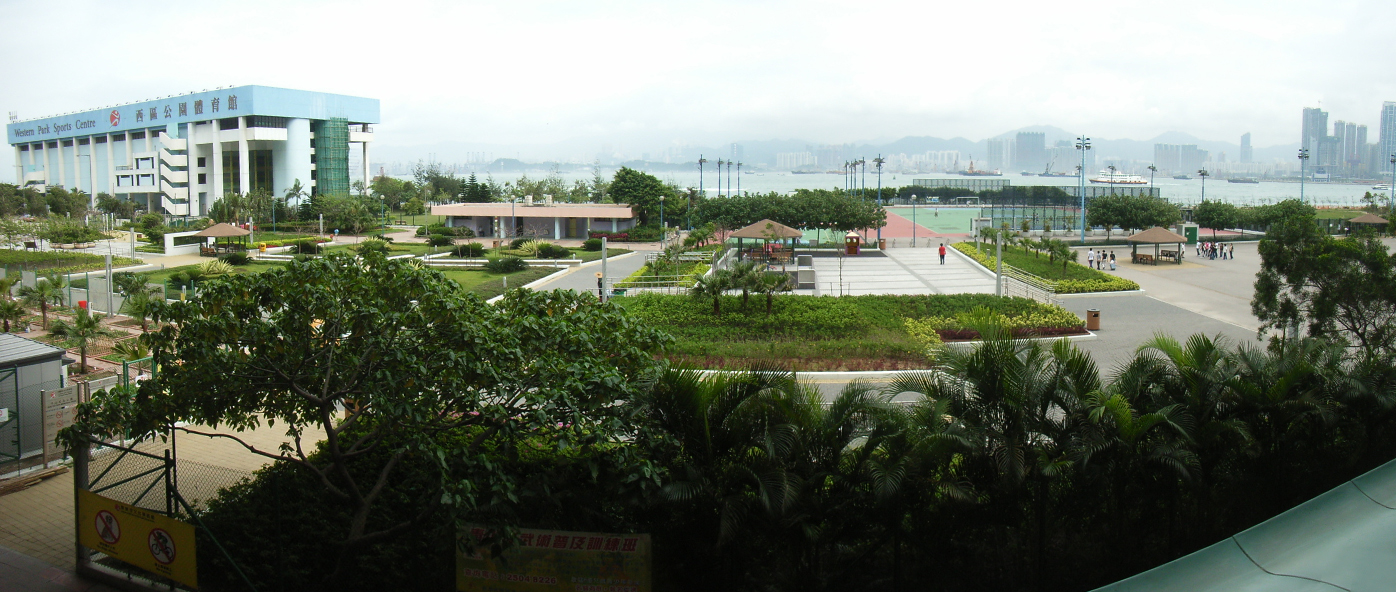
從行人天橋上眺望第一代中山紀念公園

第一代的公園原址為三角碼頭對出的海面，後來為興建西區海底隧道連帶新增填海區僻作公園，屬於臨時性質，面積1.055公頃，2002年12月1日對外開放。2005年，政府計劃於公園北部興建直昇機場，中西區區議會反對，計劃於是擱置。

### 第一代公園設施

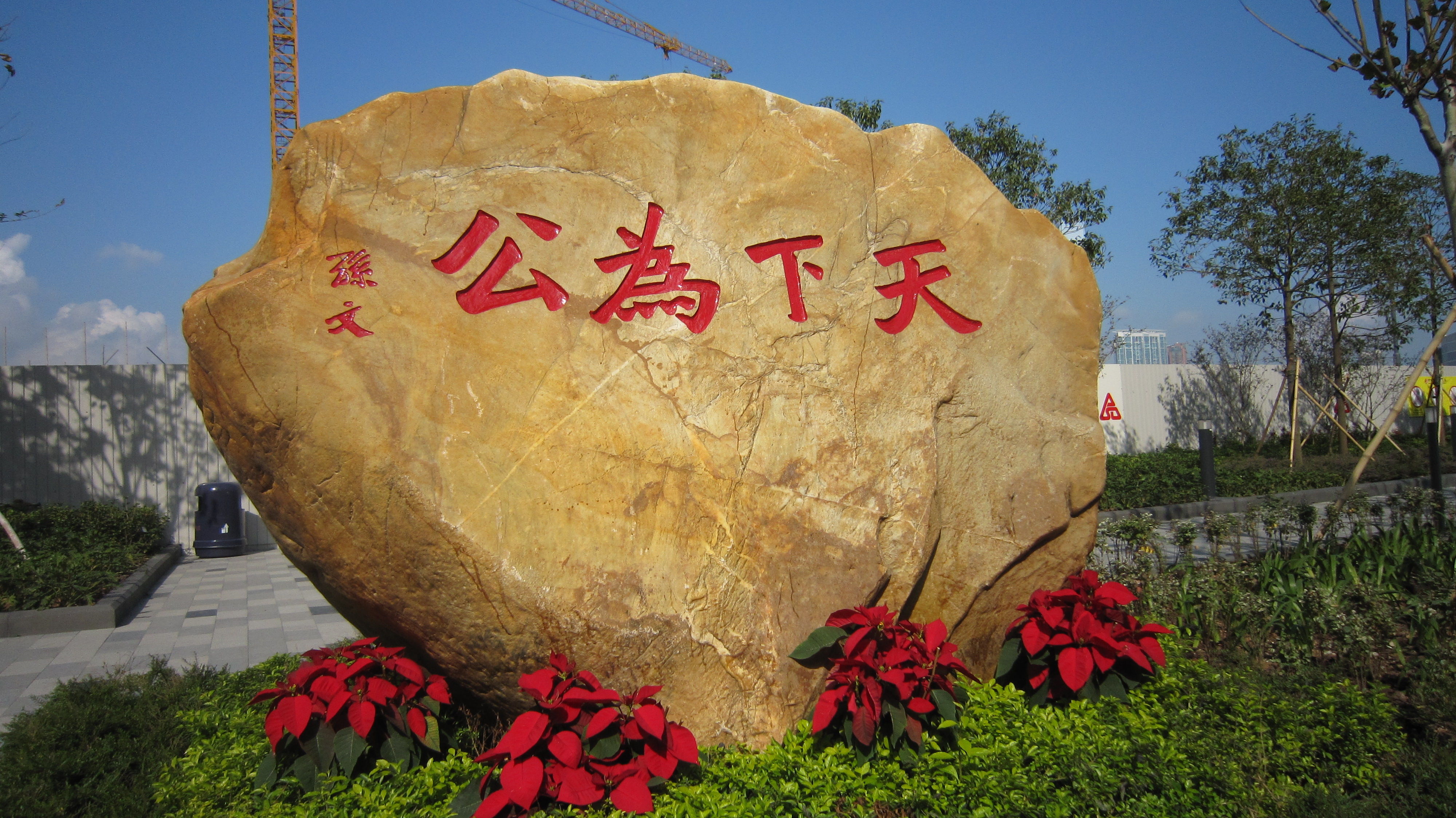
位於公園內的「天下為公」石刻

- 公園總面積：200米×125米
- 硬地足球場
- 兩個硬地籃球場
- 露天健身場
- 硬地操場
- 5座涼亭
- 花圃種植學習場
- 洗手間

## 第二代中山紀念公園

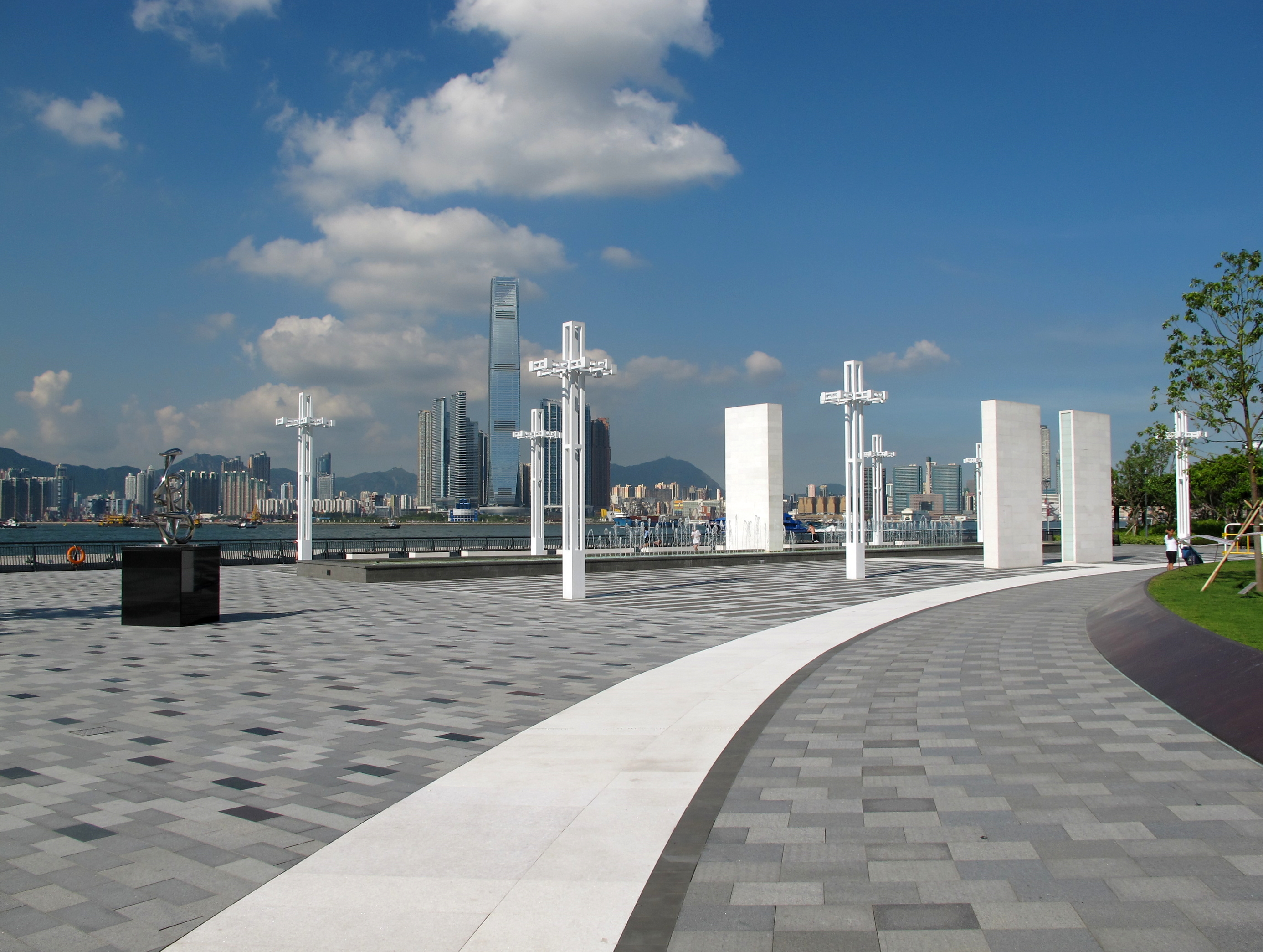
水景廣場

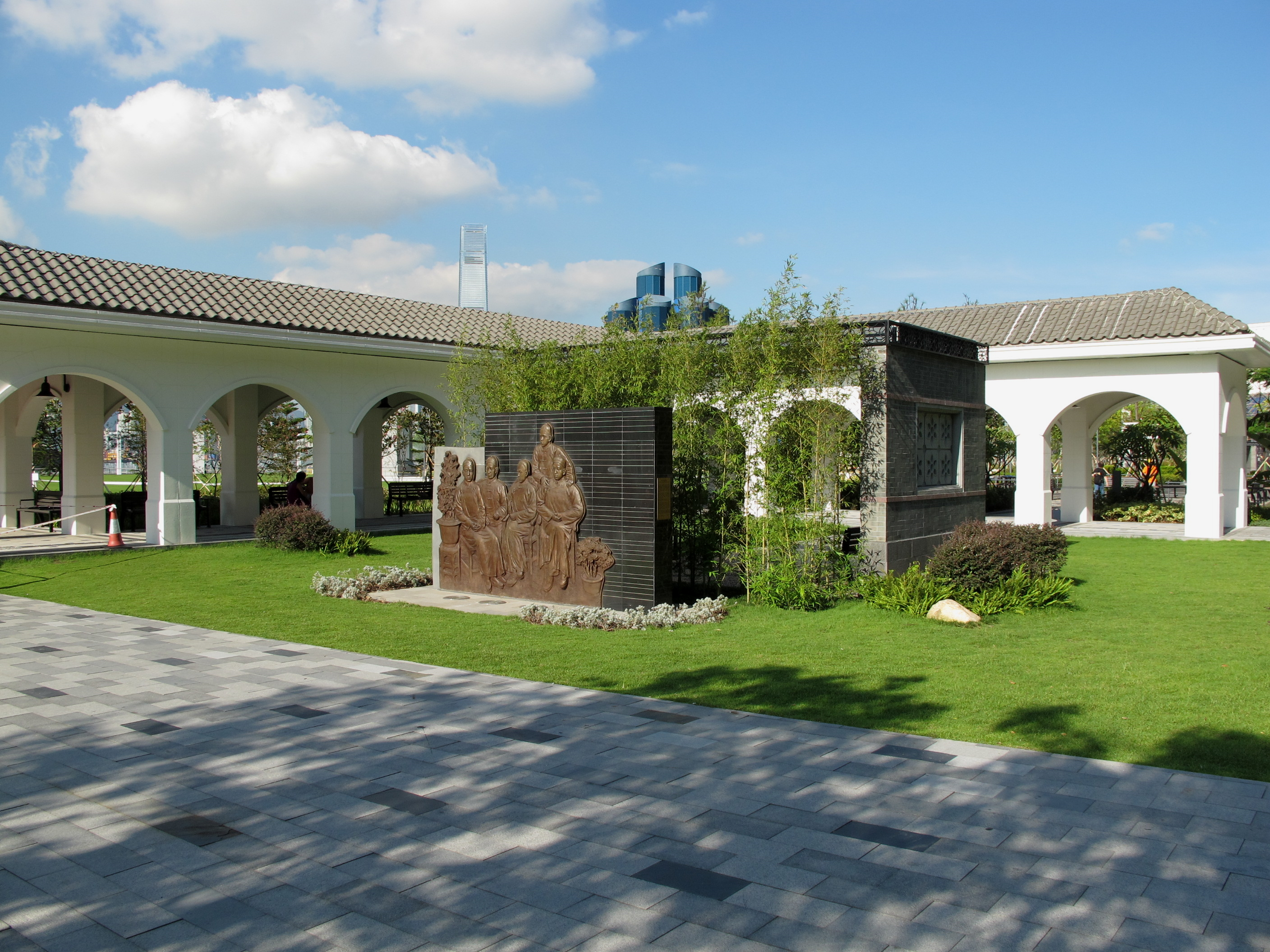
四大寇庭院

公園於2008年3月28日至2010年6月25日期間關閉，以興建新的中山紀念公園及中山紀念公園游泳池。重建後的公園更切合紀念孫中山的主題，並為中西區居民提供一個室內暖水游泳池和室內暖水訓練池，方便居民在冬季時不用跨區至位於灣仔區的摩理臣山游泳池。中山紀念公園重建工程首階段於2010年6月26日完成，重新開放。
公園中央設有圓形紀念草坪，中心豎立一座4.5米高的孫中山銅像，連同基座共高10米。銅像背海面山，正對草坪南端牌樓，牌樓上「天下為公」字樣乃按當年孫中山送贈「香港電影之父」黎民偉的手筆而成。銅像基座正面刻有孫中山中英文名字（「孫中山先生」和「Dr. Sun Yat-sen」）及生卒日期，背面掛置《總理遺囑》全文銅版；基座正前方置有簡介孫中山生平事蹟的銅鑄碑文，包圍草坪的環狀地板則刻著孫中山在世界各地曾經到過的地方及年份。
草坪外圍西南方的兒童遊樂場以孫中山《建國方略》中《實業計劃》有關鐵路建設的內容為主題，毗鄰設有「四大寇庭院」，以記念四大寇（孫中山、陳少白、尢列、楊鶴齡）對辛亥革命的貢獻。兩者向草坪一側修建有蓋走廊，以孫中山在香港曾入讀的拔萃書室（即拔萃男書院前身）、舊時中央書院（今皇仁書院）及香港大學本部大樓的柱廊式建築為藍本，展現他年輕時的求學環境。
草坪外圍東面，與足球場之間的地方建有鐘樓，以表達孫中山青年時期在香港接受教育，及其產生革命思想之由來。鐘樓頂部以香港大學本部大樓為設計藍本；五個銅鐘則寓意孫中山在1921年發表「五權憲法」的思想。公園北端臨海部分為水景廣場及海濱長廊。水景廣場處的十字架燈和池水，代表孫中山在香港成為基督徒和受浸。長廊東接中西區海濱長廊，並於水景廣場西側放置象徵「自由」、「平等」和「博愛」三個文字雕塑。
位於公園內西端的中山紀念公園游泳池，則於2011年11月30日啟用。

### 第二代公園其他設施[1][4]
- 公園總面積（連游泳池）：約5公頃
- 七人人造草地足球場（位於公園東端）
- 兩個硬地籃球場
- 瞭望台（位於紀念草坪西面外圍）
- 兩處長者健身站
- 卵石路步行徑
- 洗手間及更衣室
- 飲水器
- 收費停車場（設有1個殘疾人士專用車位）

## 圖集

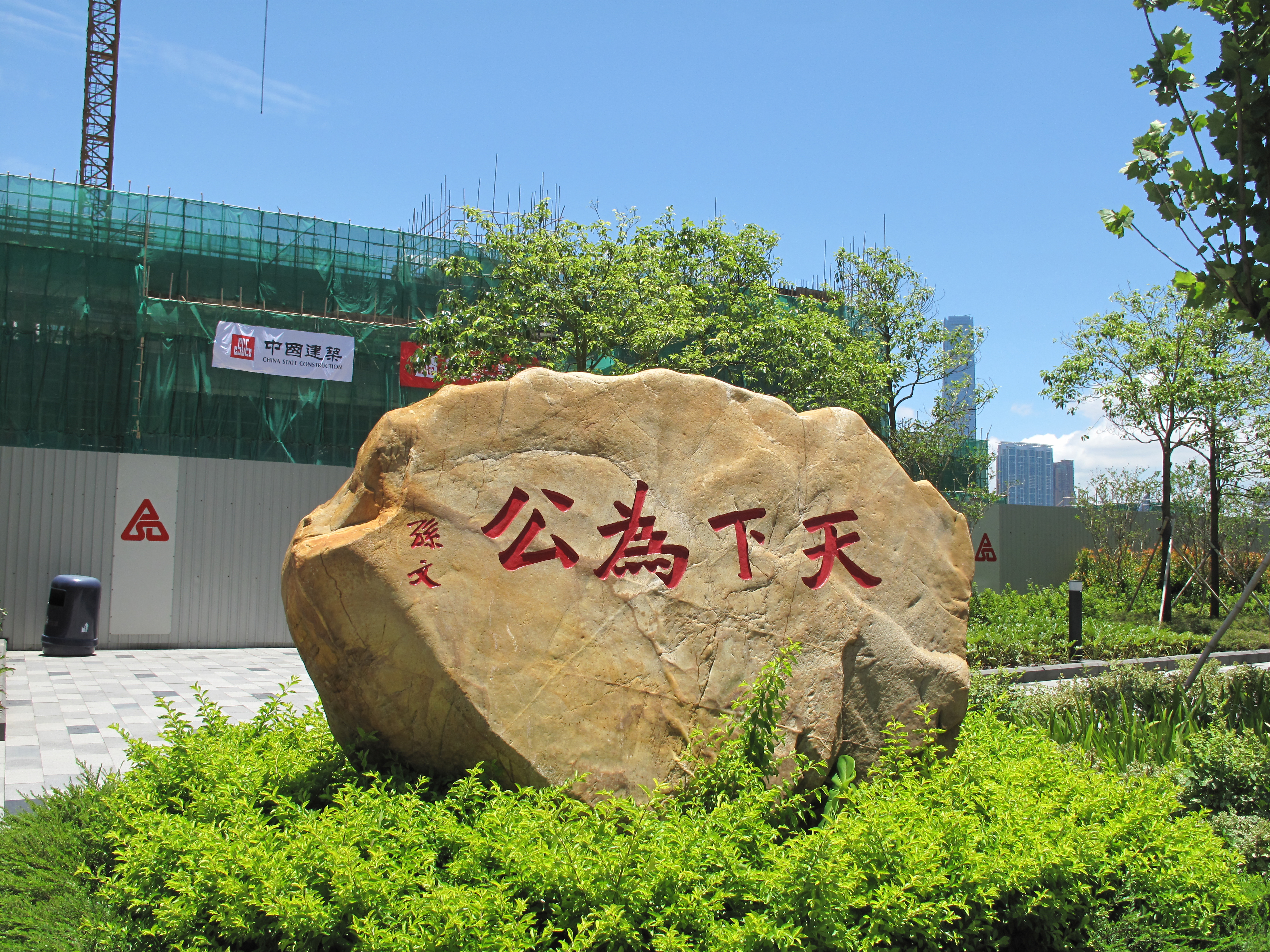
重置後的「天下為公」刻石
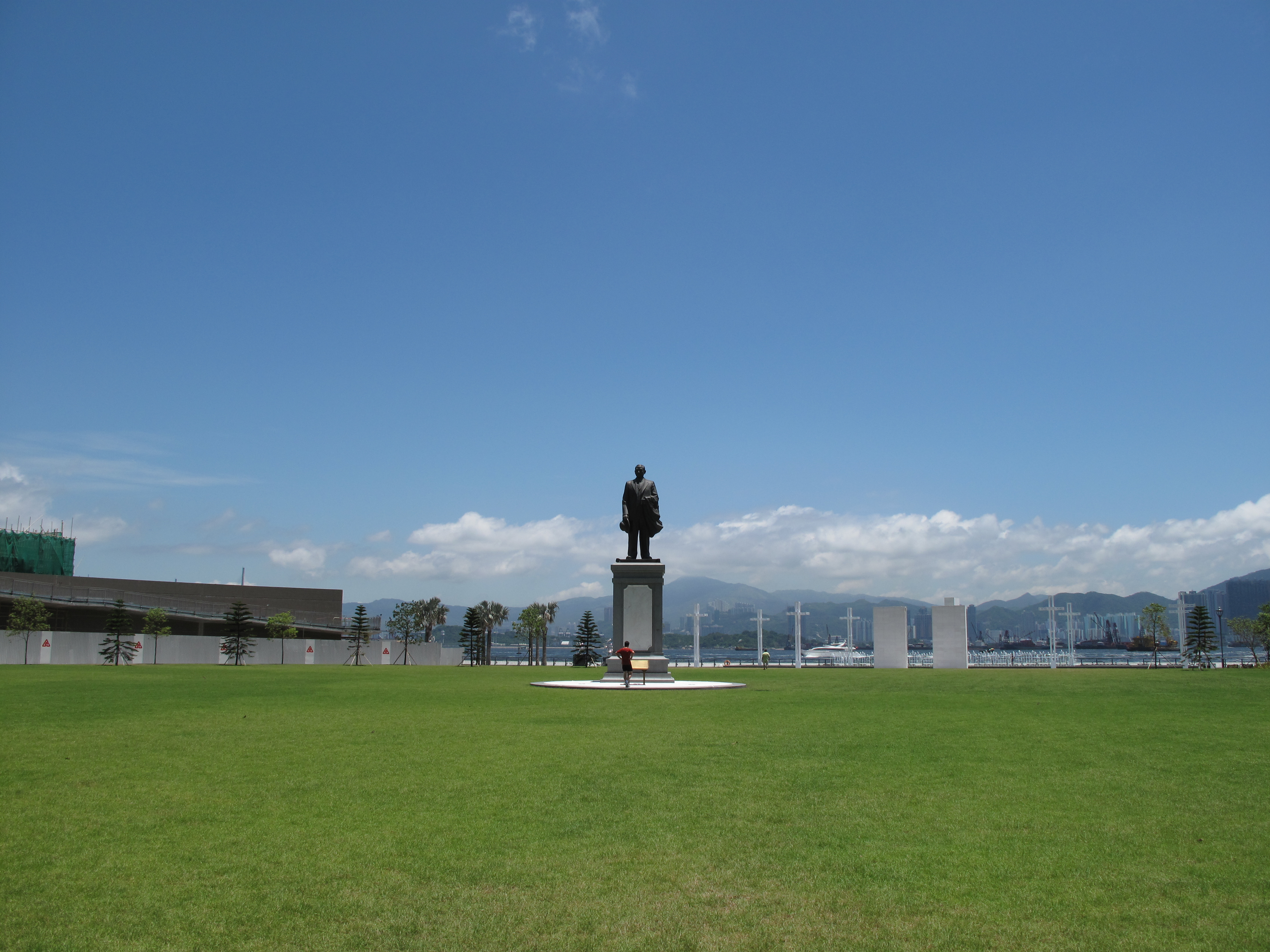
紀念草坪
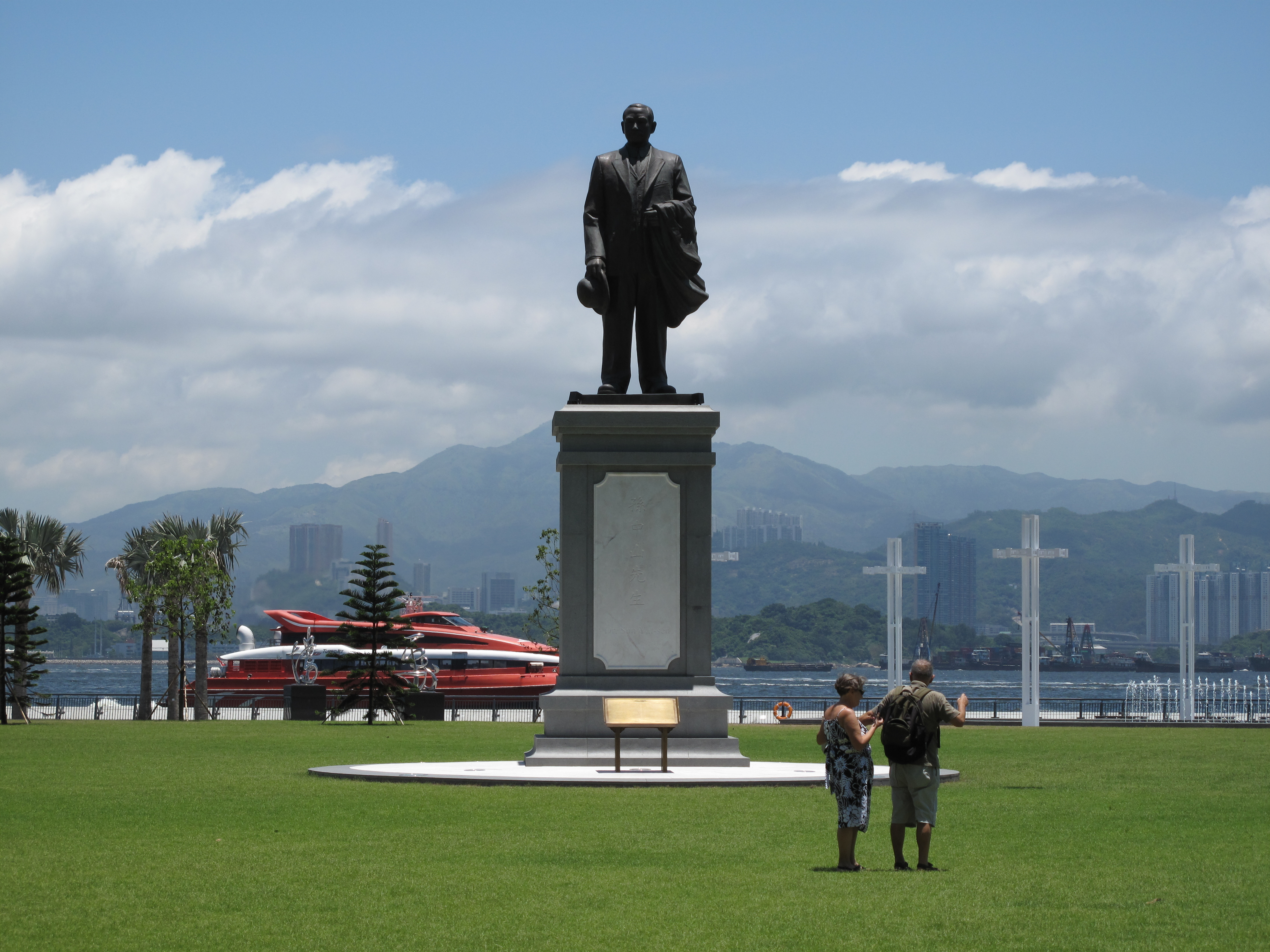
孫中山像
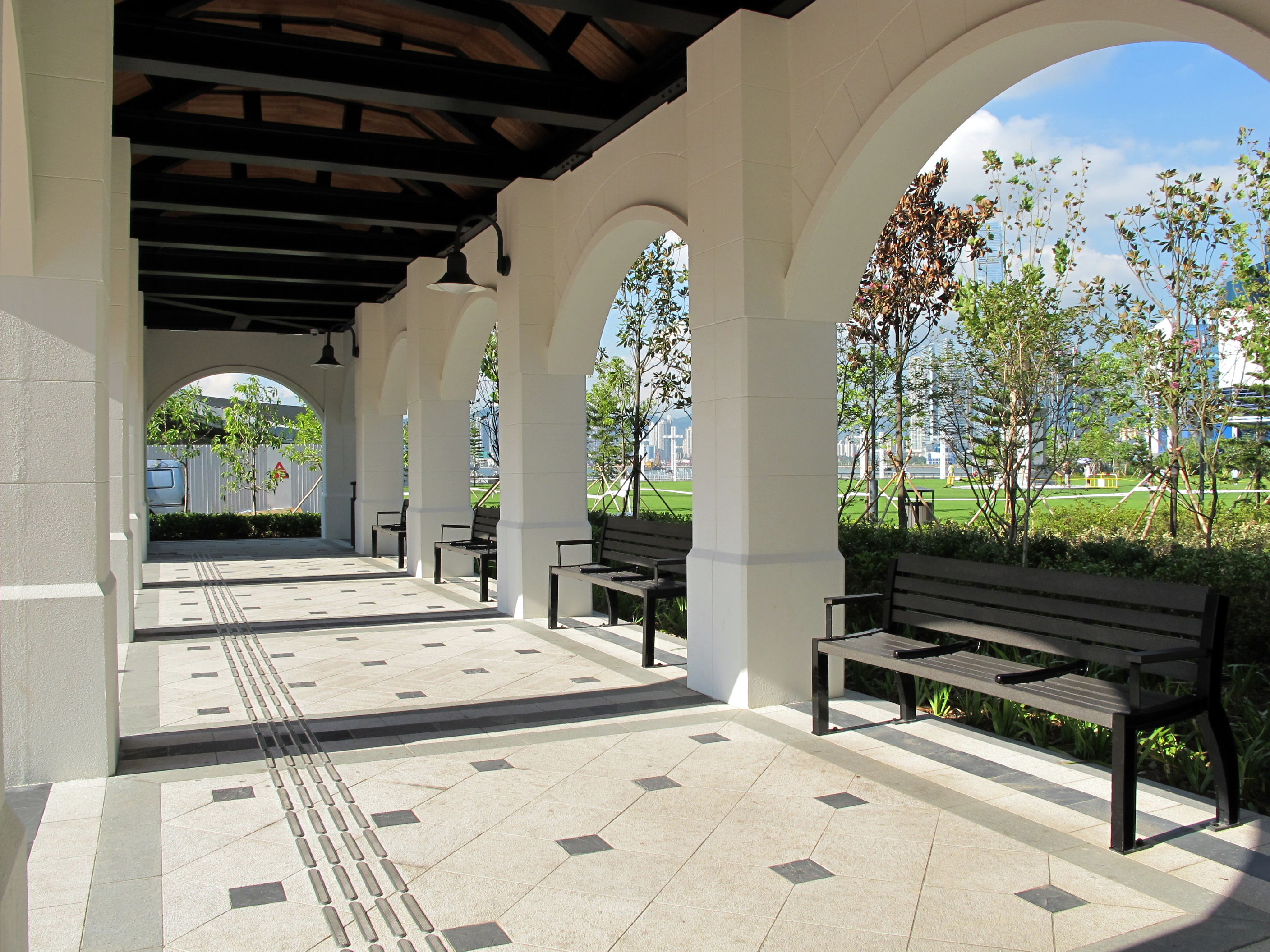
有蓋走廊
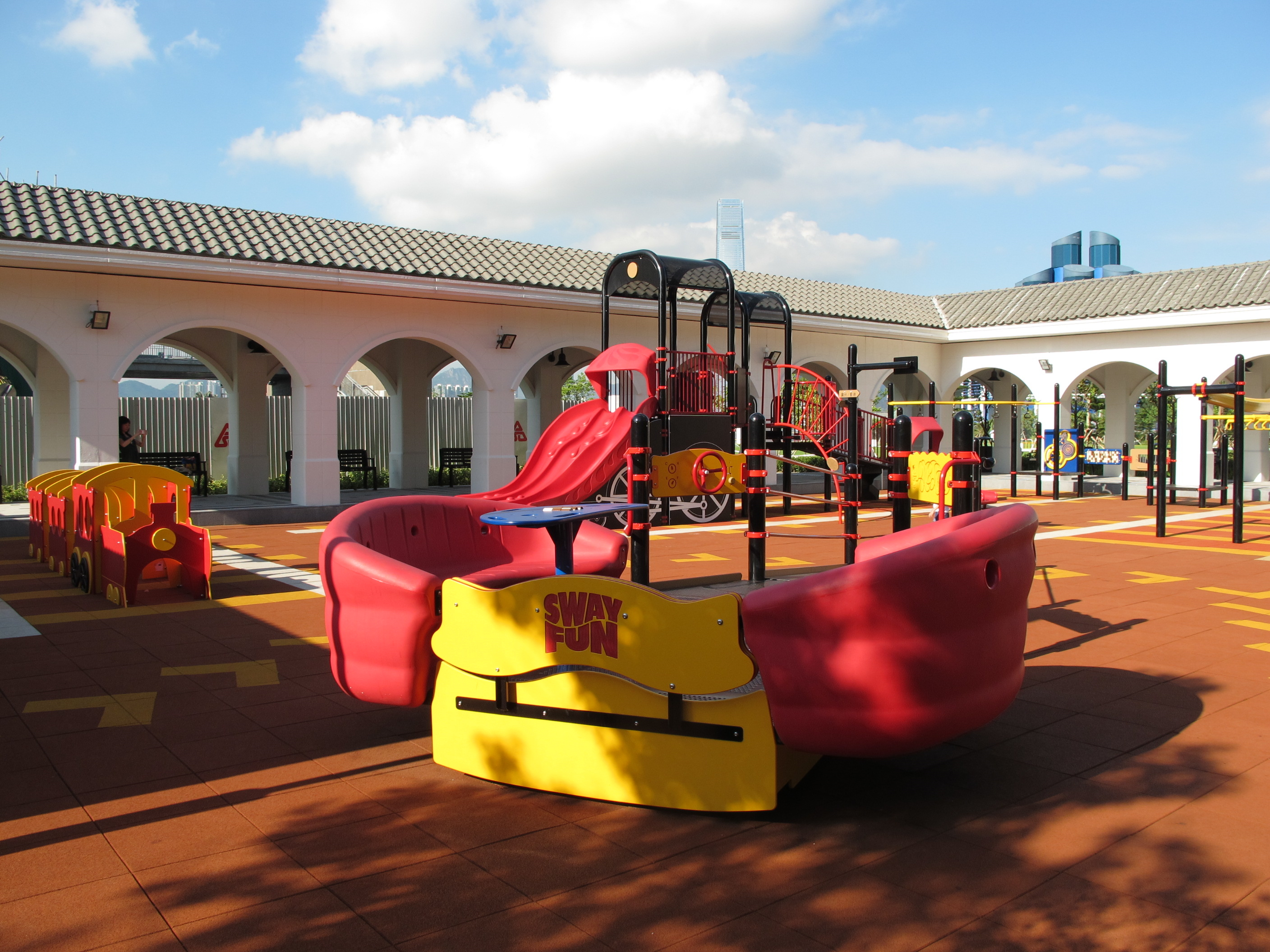
兒童遊樂場
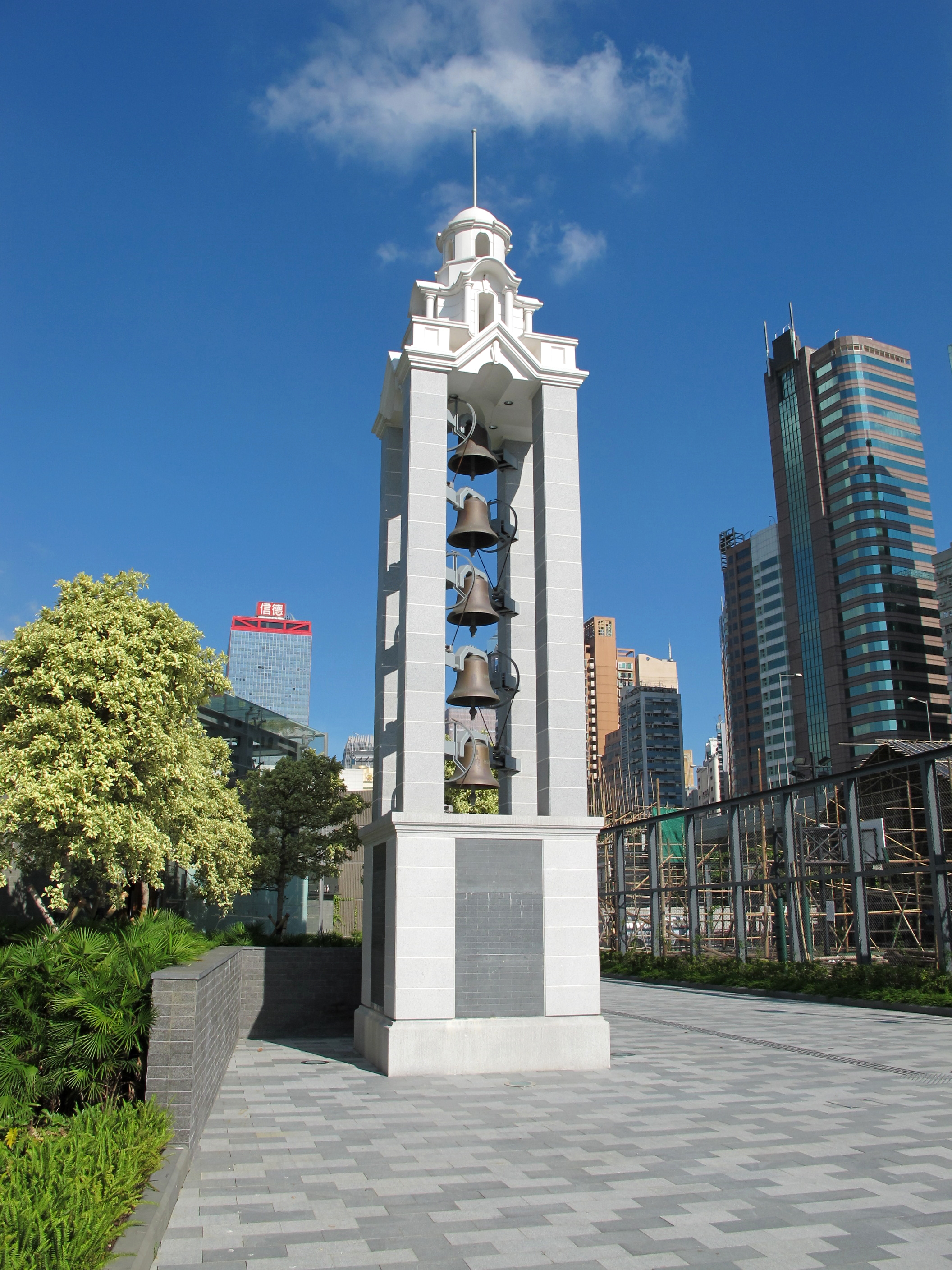
鐘樓
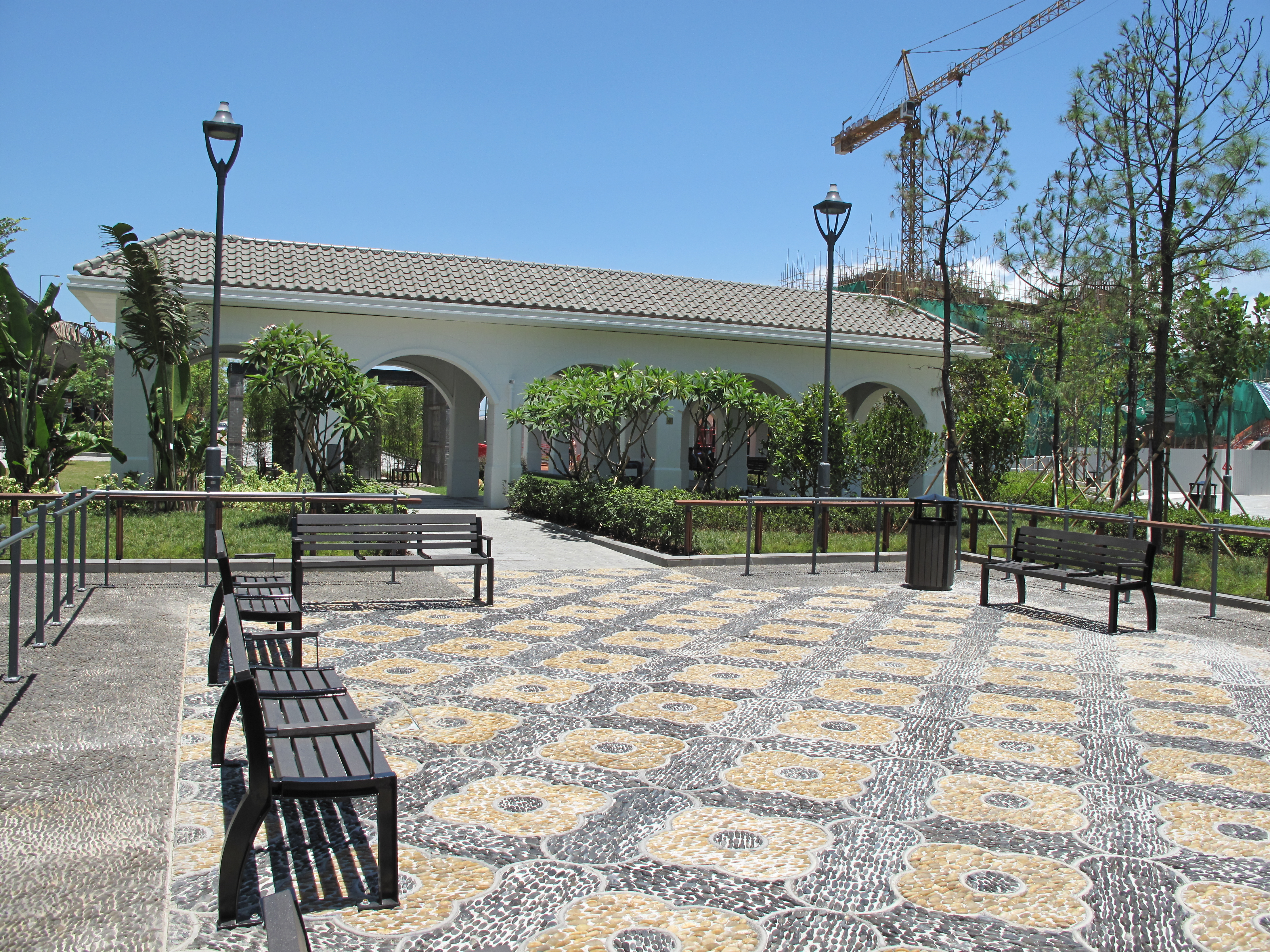
卵石路步行徑
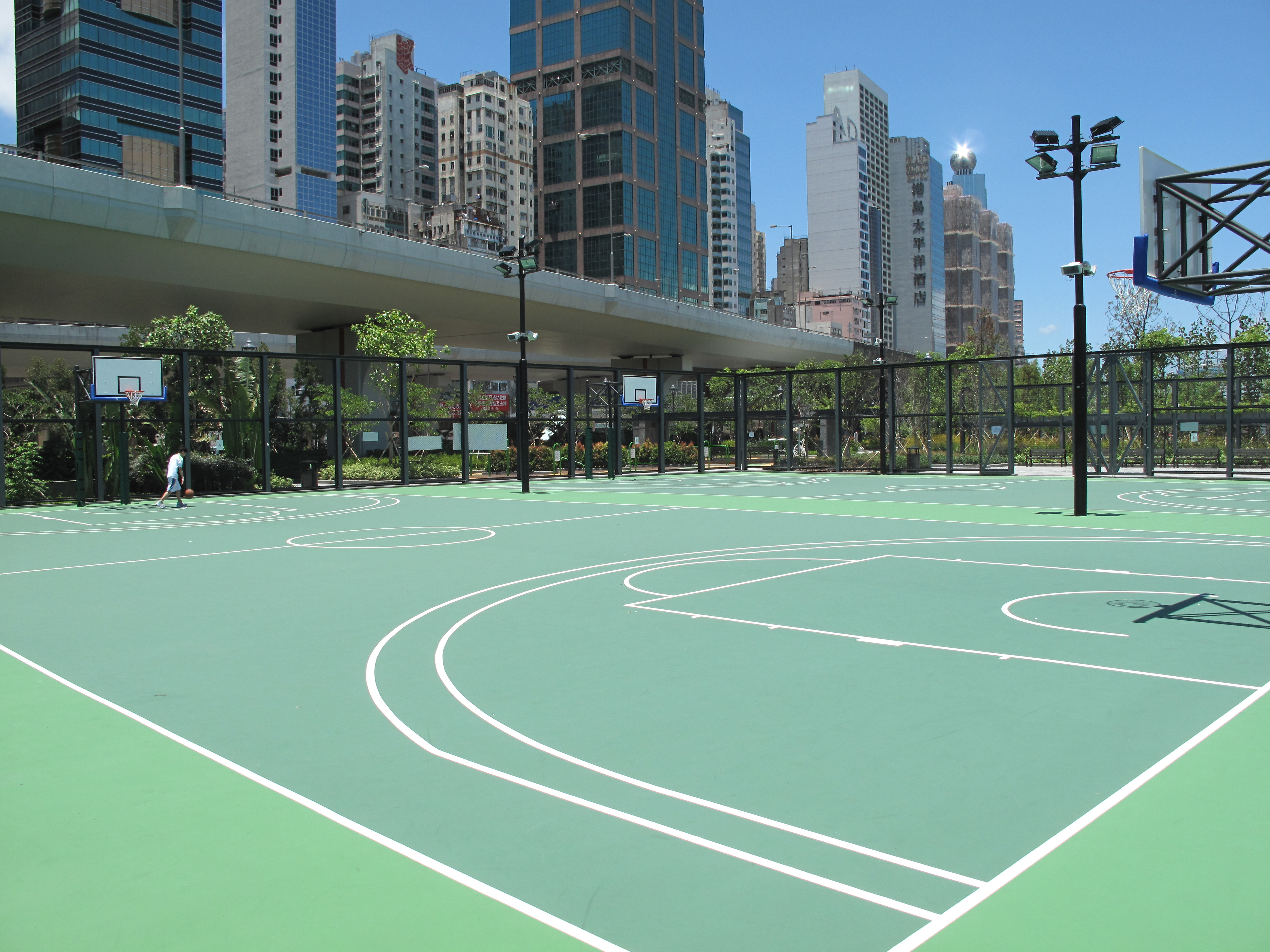
籃球場
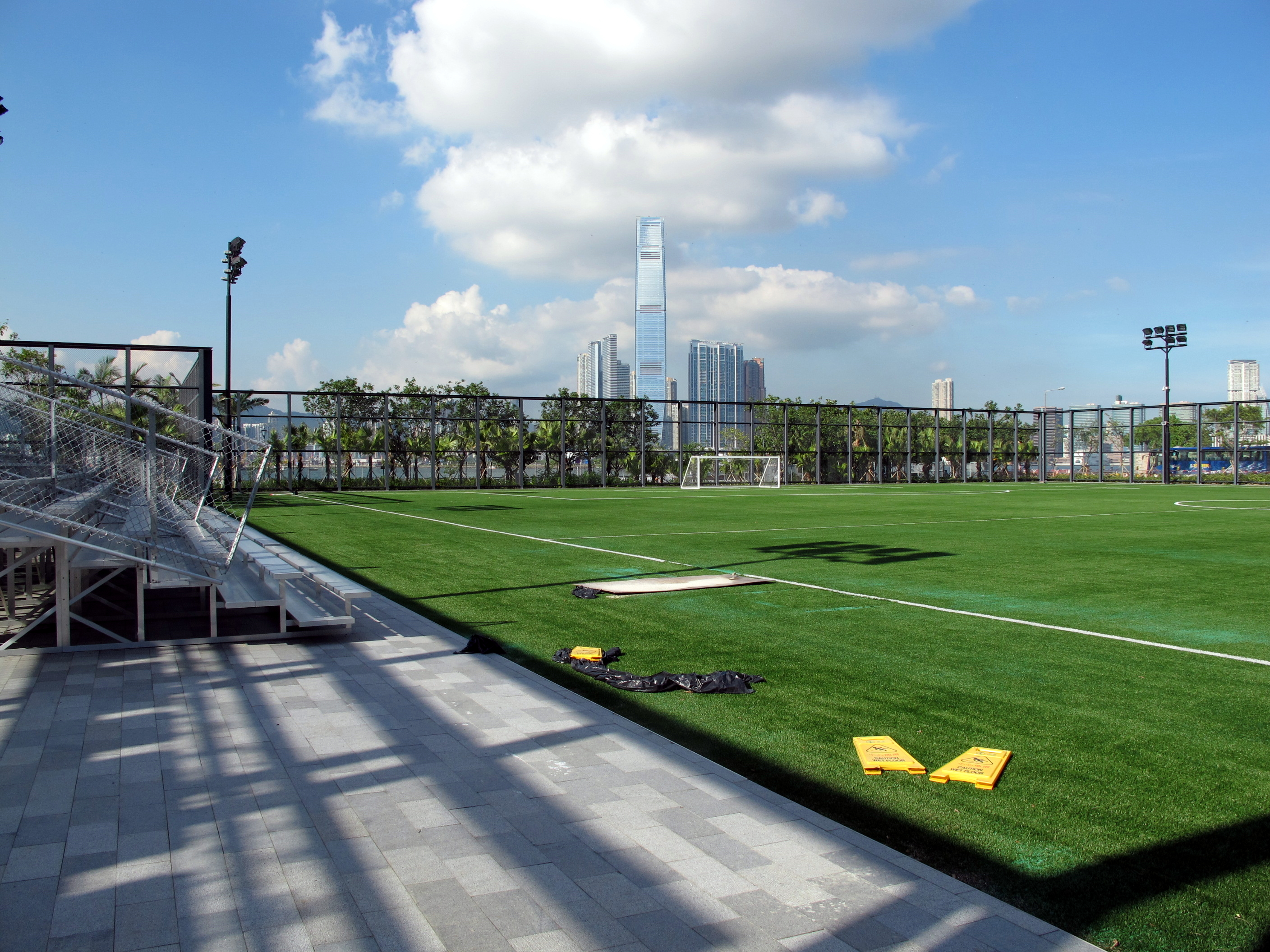
足球場
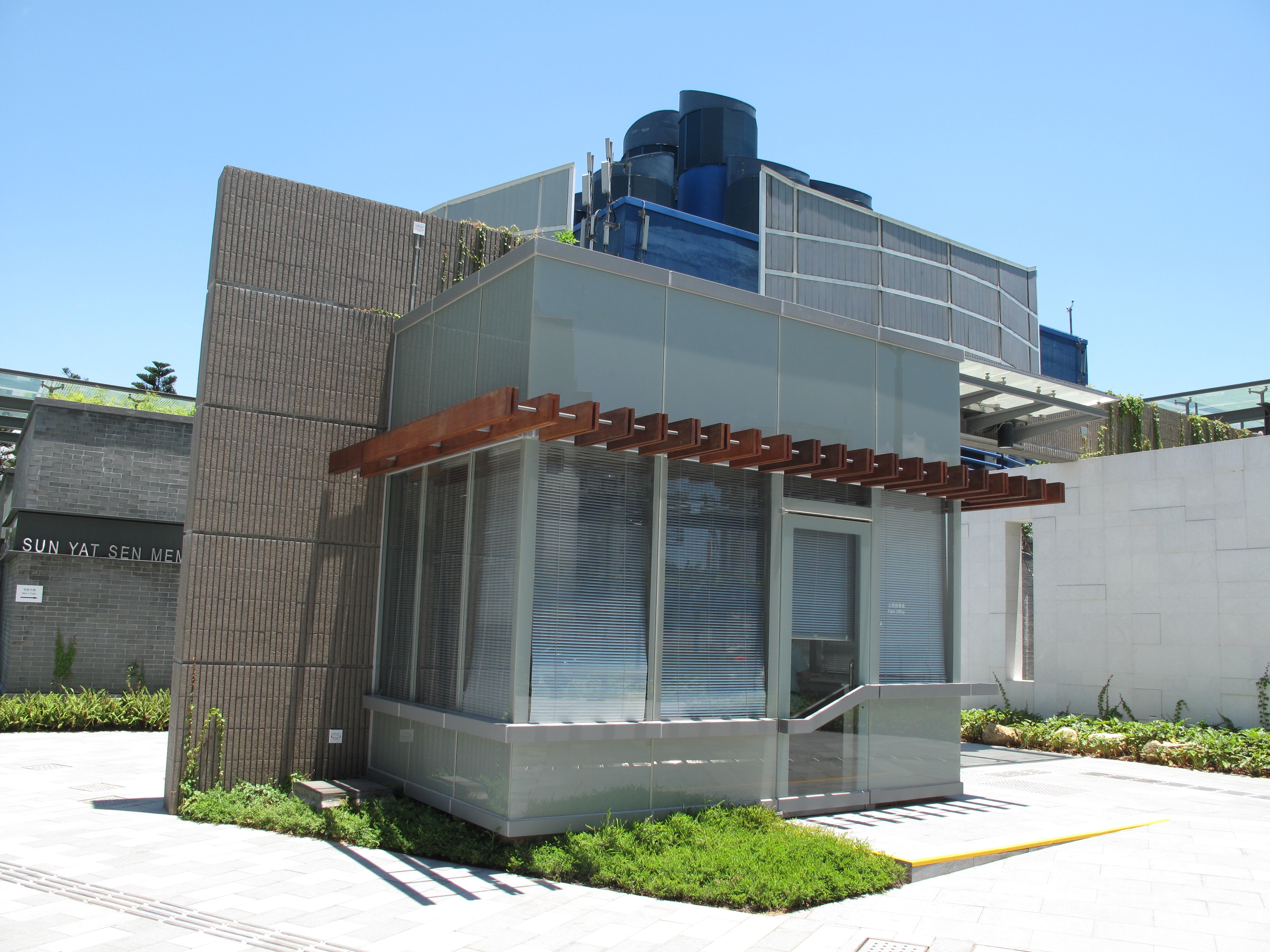
公園辦事處
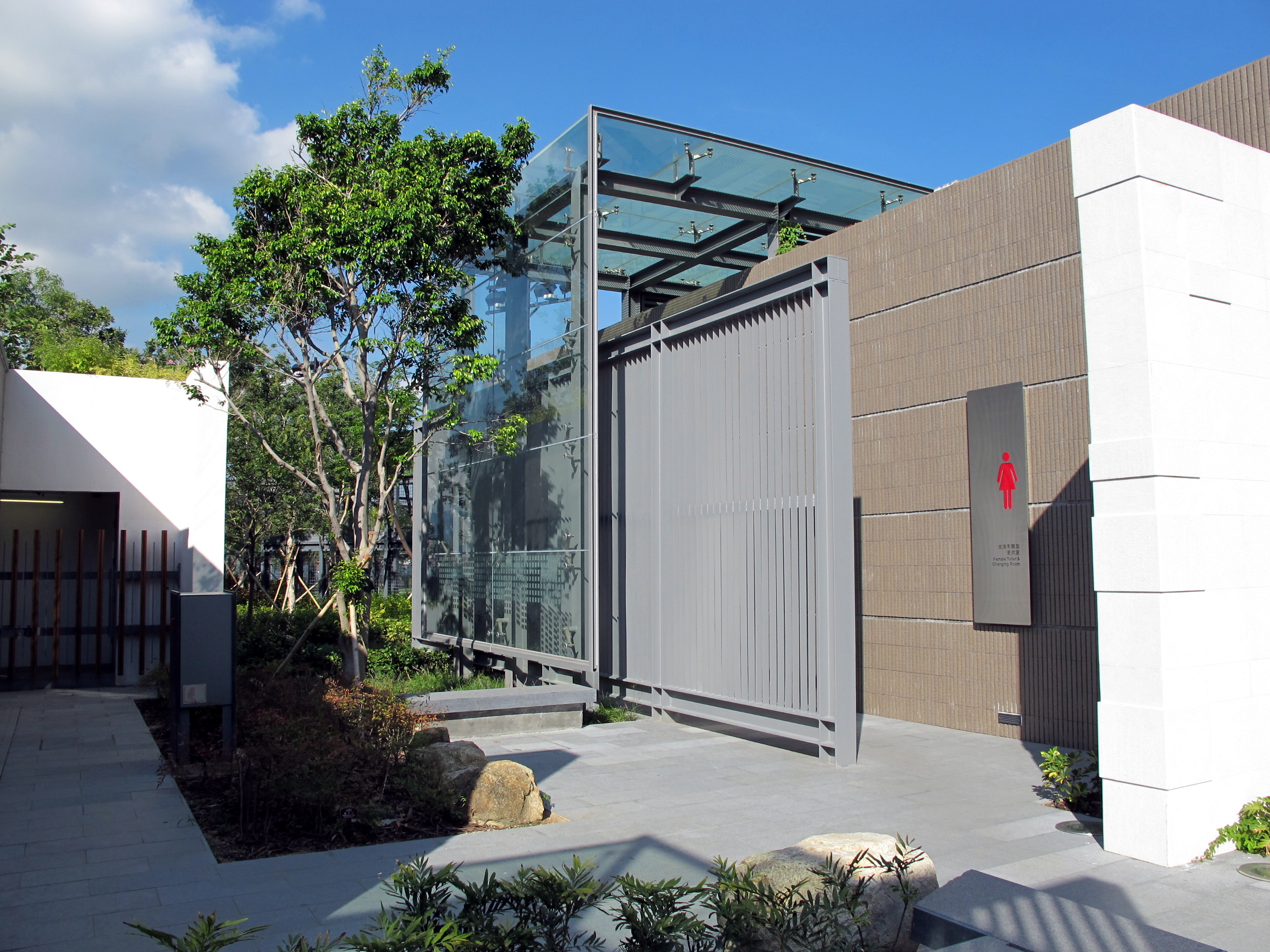
洗手間及更衣室
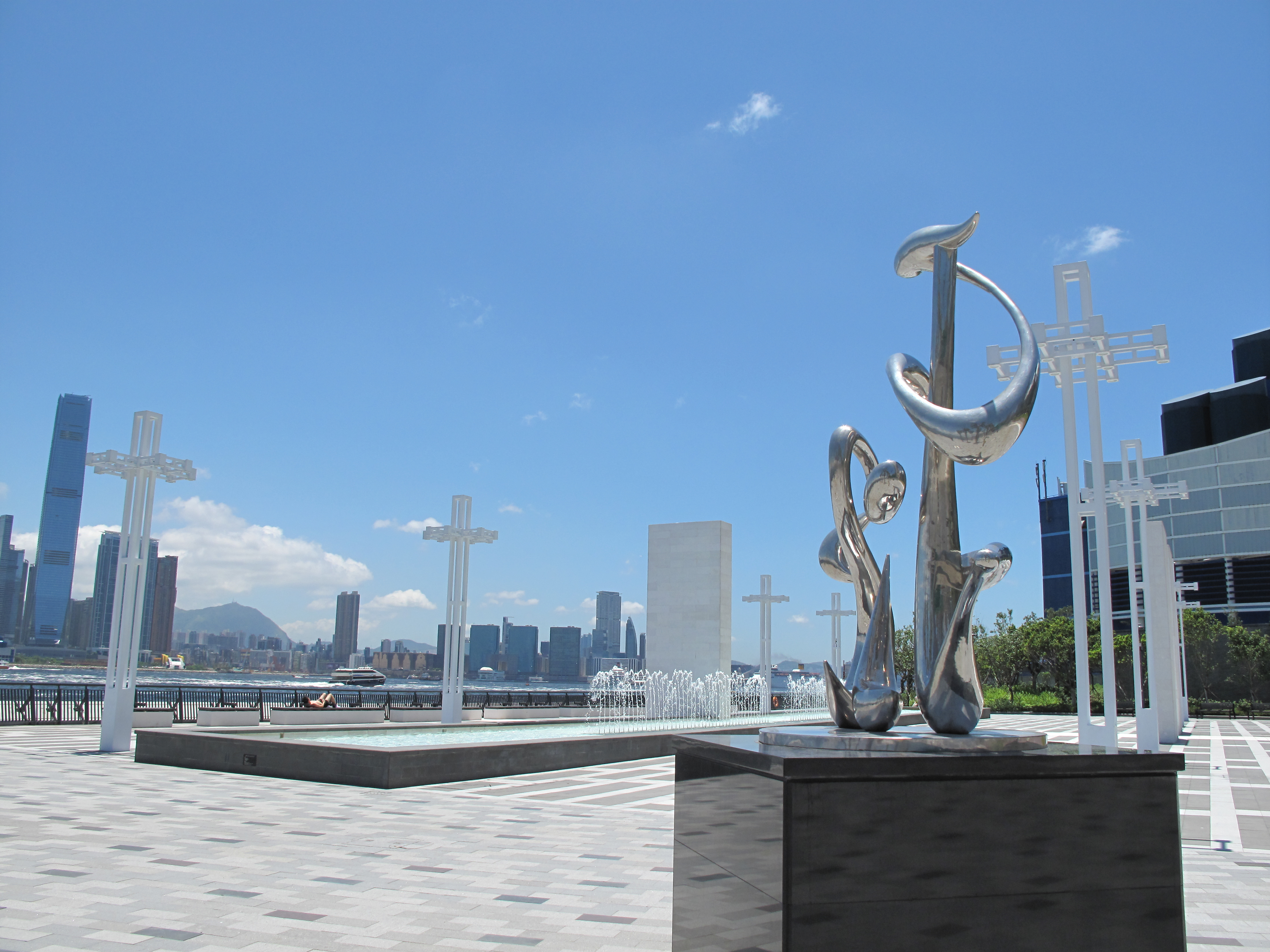
海濱長廊雕塑
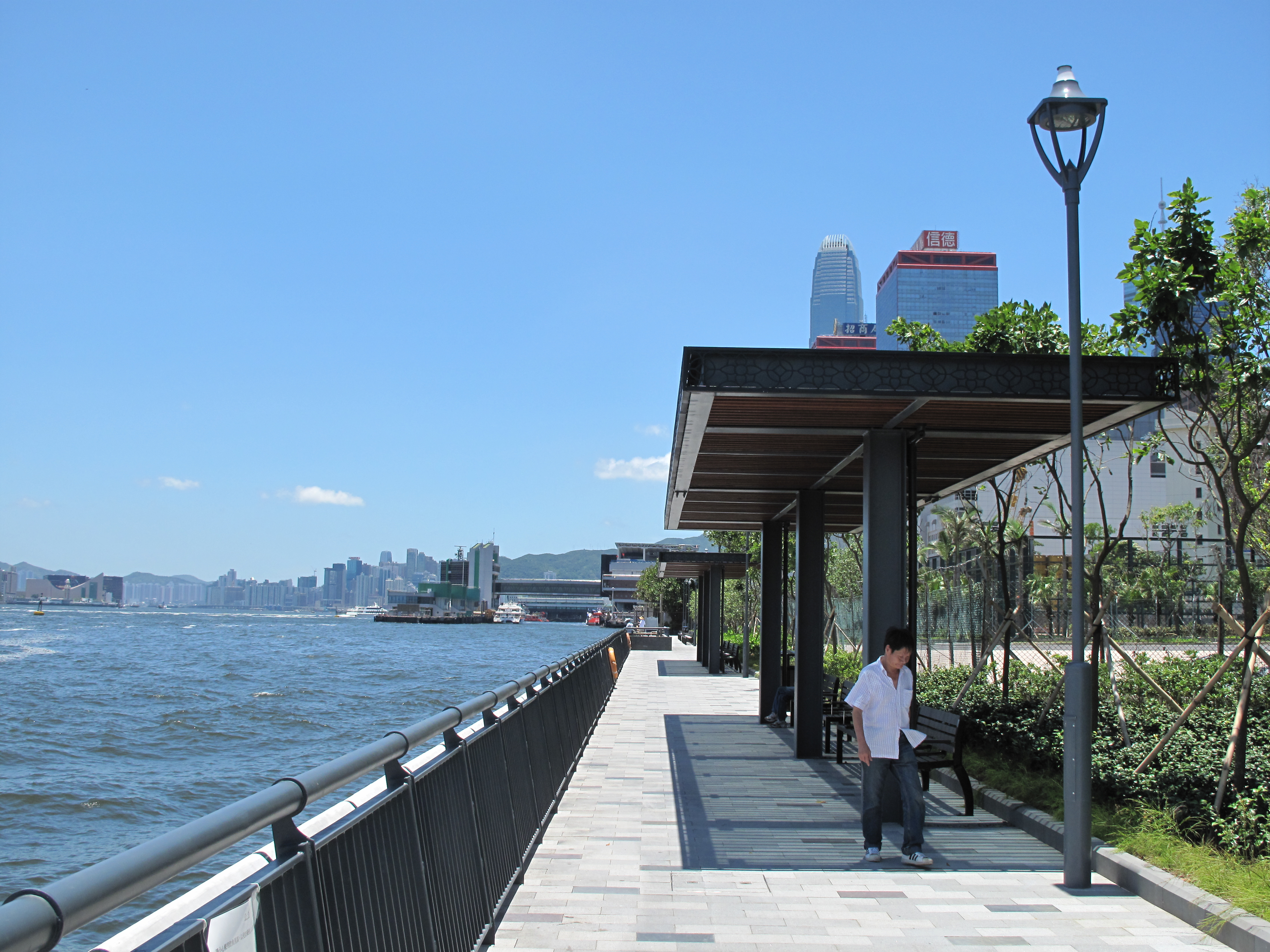
海濱長廊東
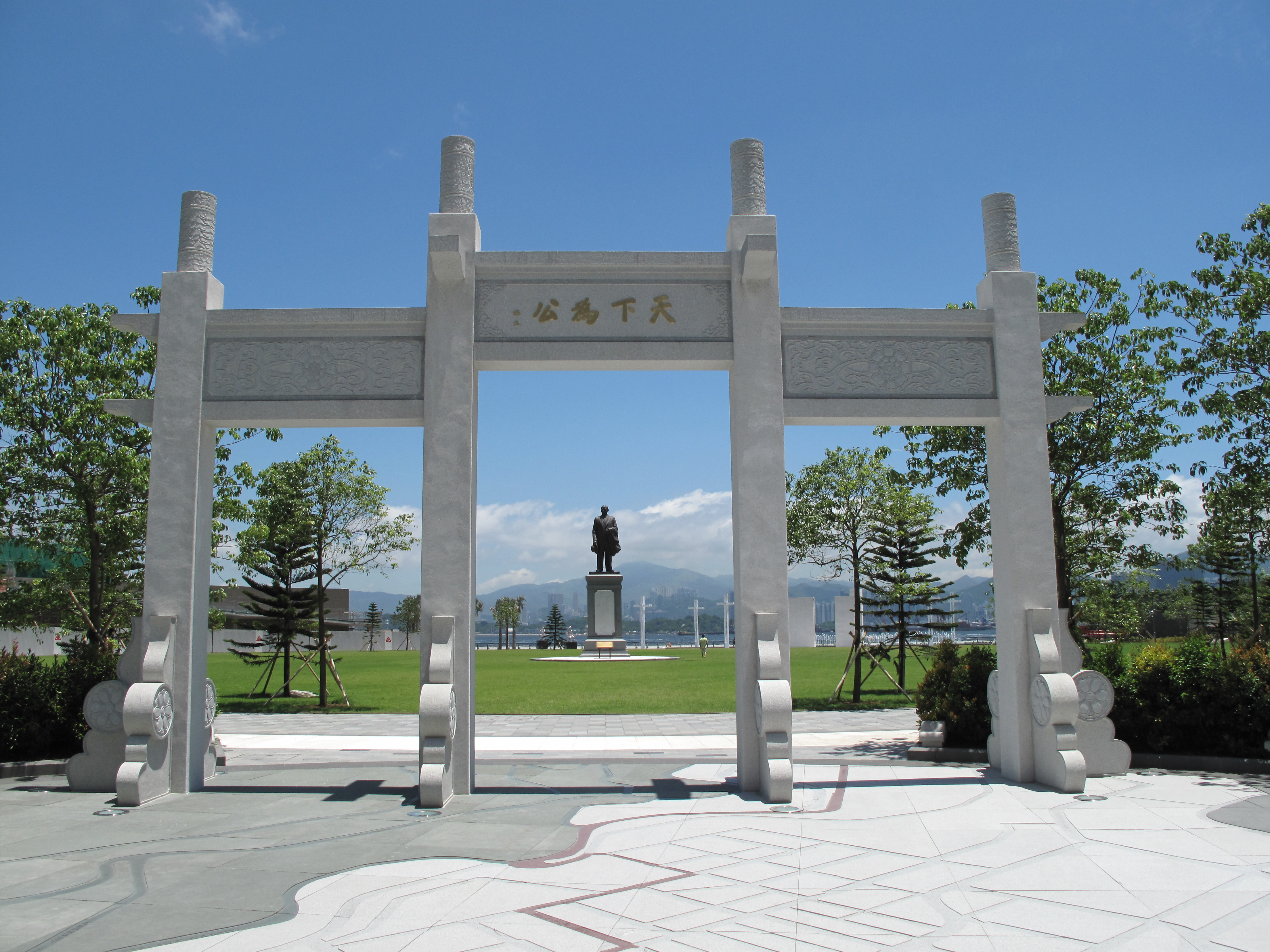
「天下為公」牌樓
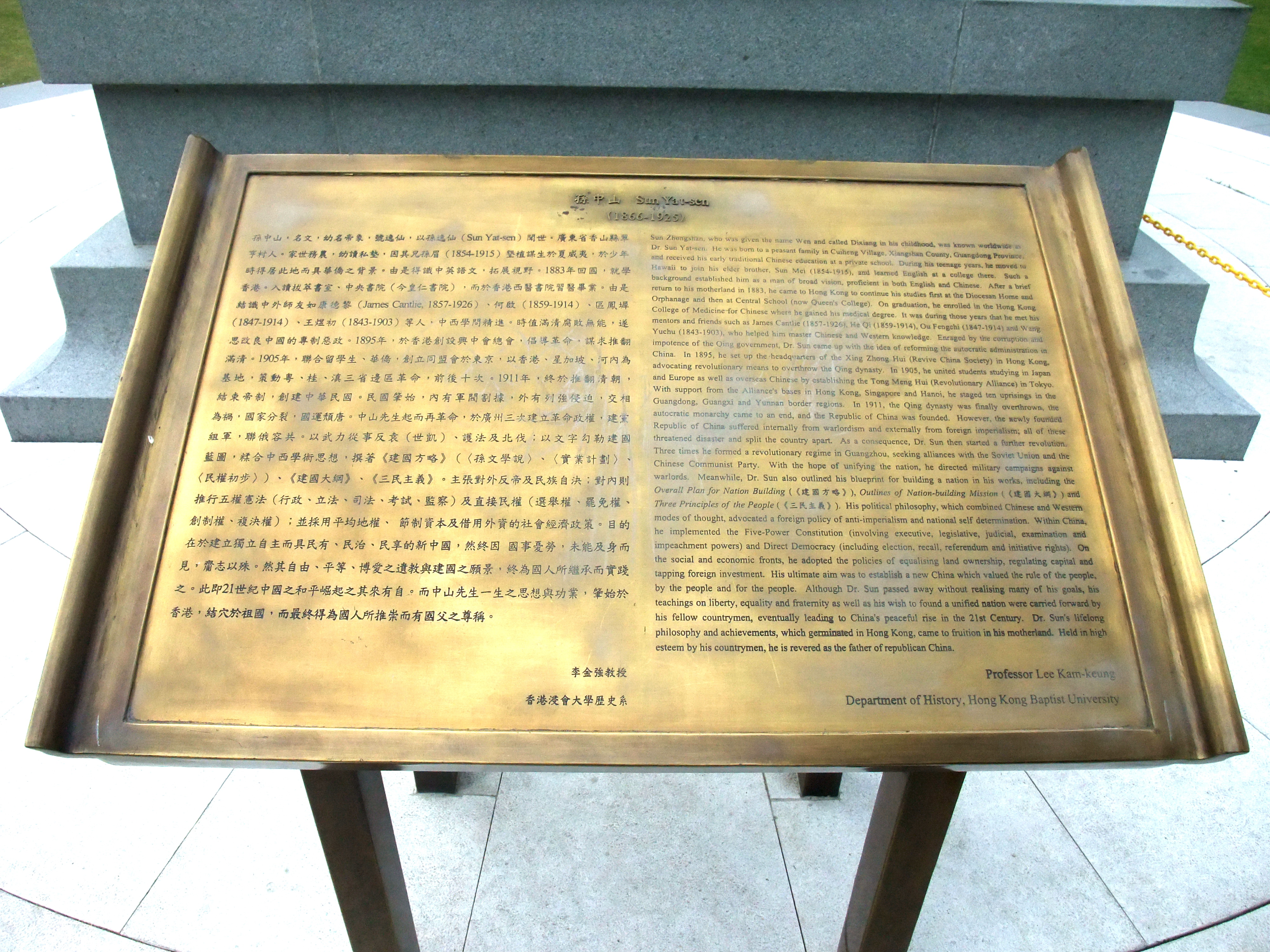
孫中山像下的碑文
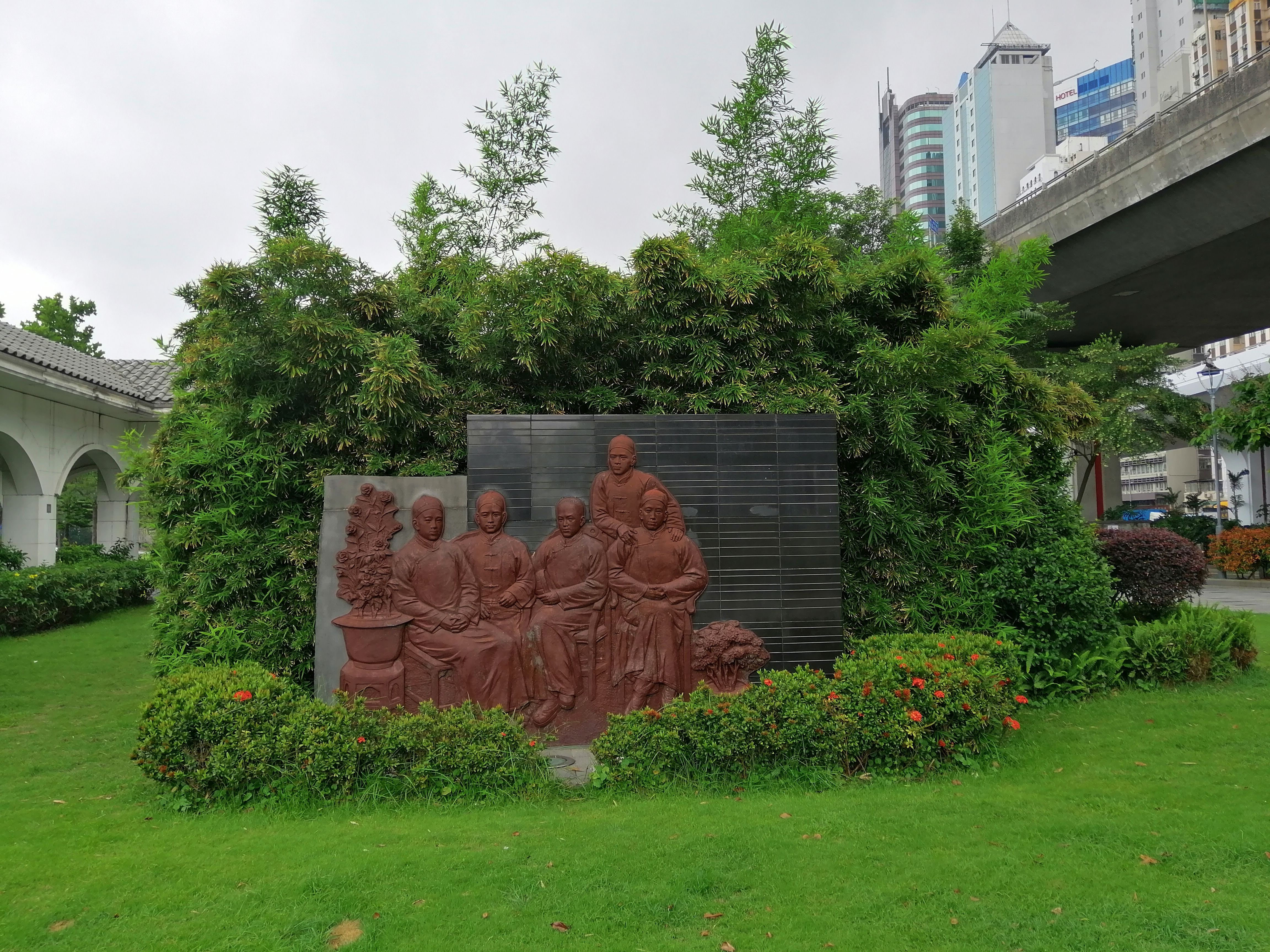
四大寇（2019年）
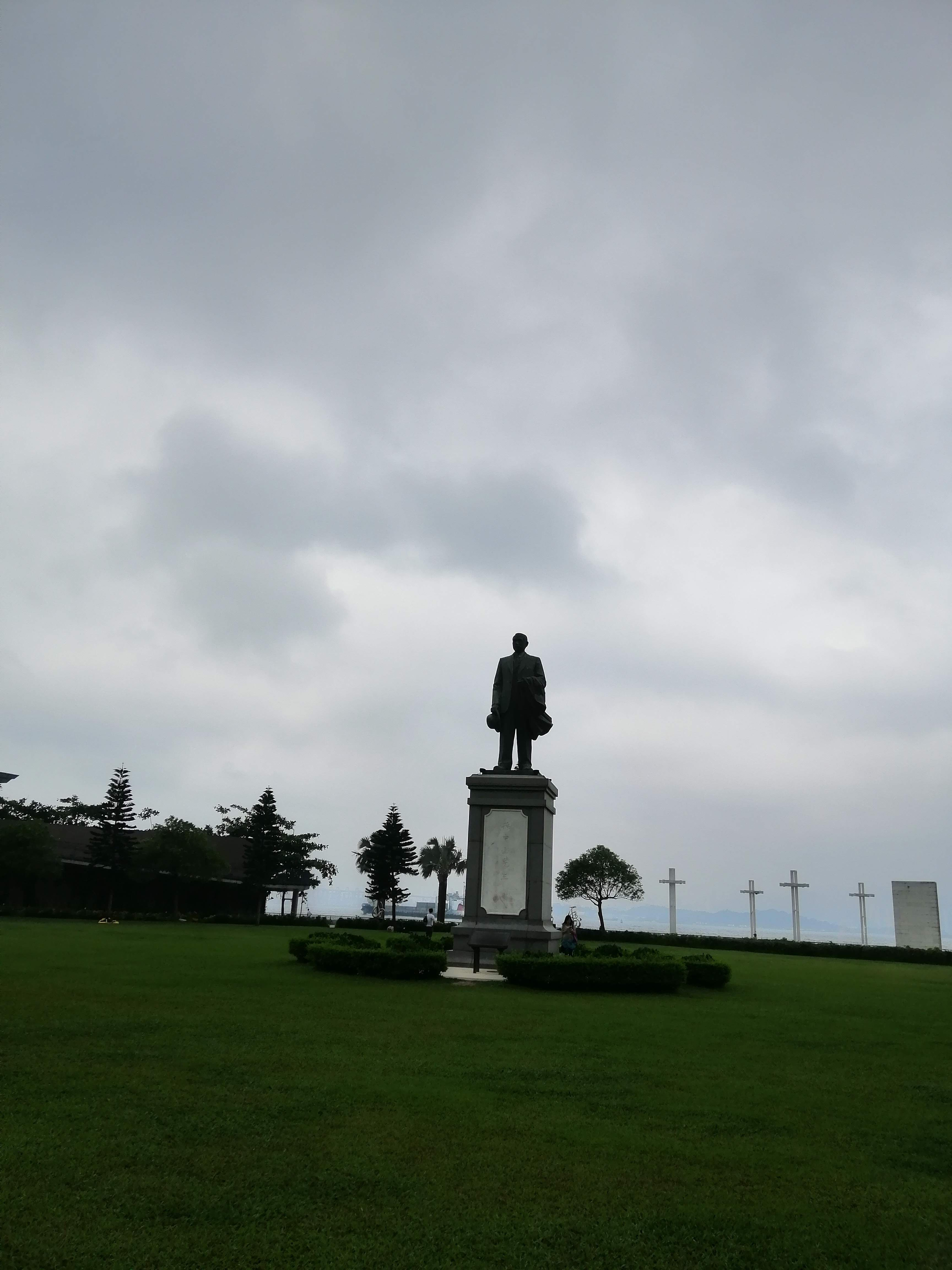
孫中山像（2019年）
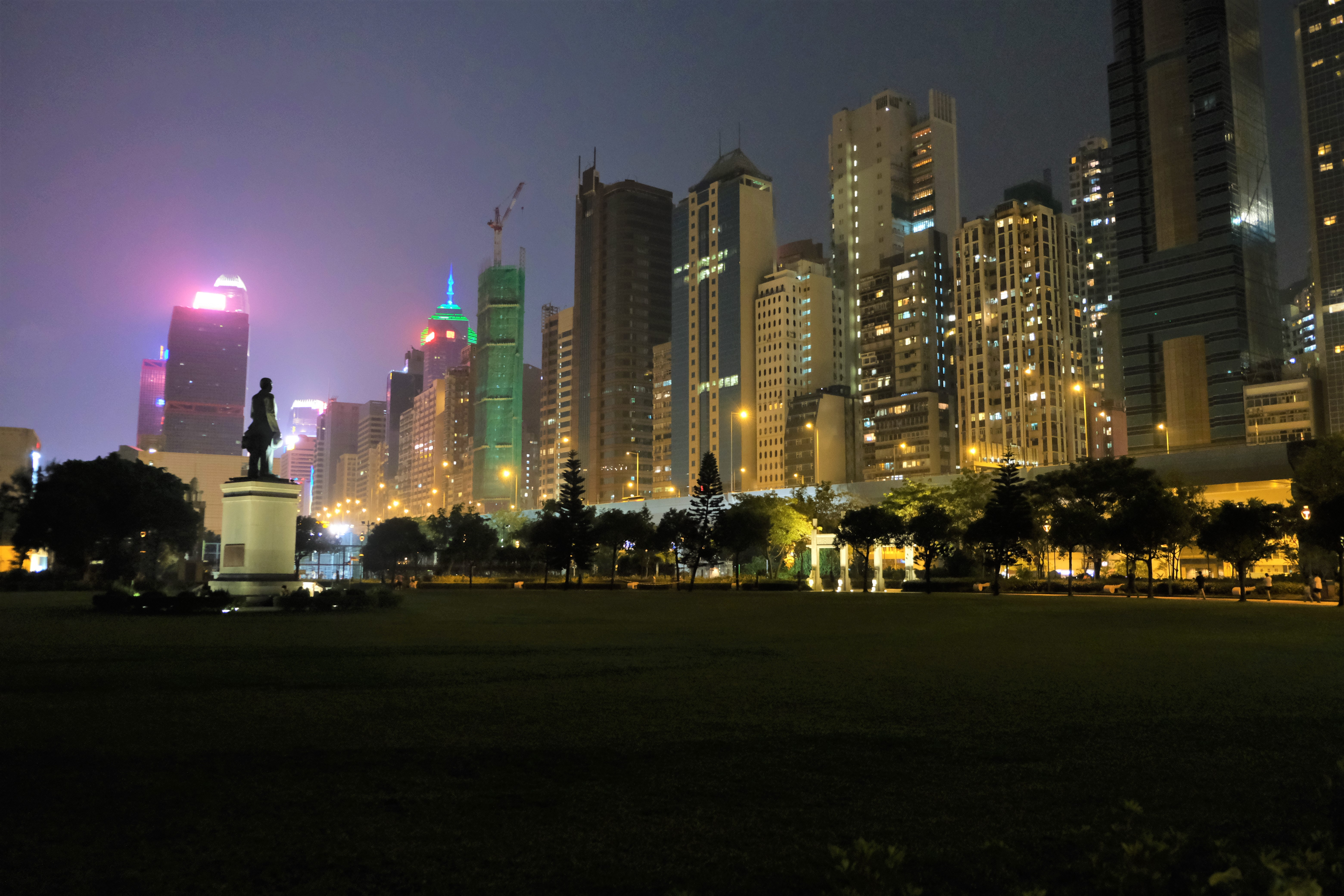
夜景（上環方向）

## 鄰近地標
- 東面：西區海底隧道通風大樓、西消防街、上環消防局、中西區海濱長廊、信德中心、香港港澳碼頭（港澳碼頭）、國際金融中心
- 南面：干諾道西、港島太平洋酒店、東邊街
- 西面：中山紀念公園體育館、西區海底隧道香港島出口、西區副食品批發市場、屈地街電車廠

## 外部連結
- 中山紀念公園 - 康樂及文化事務署網站（页面存档备份，存于）
- 香港中山紀念公園 啟用 2002/12/01
- 港西隧口擬建中山公園（页面存档备份，存于）
- 「中山紀念公園暫停開放」，新聞公報，刊物及新聞公報，康樂及文化事務署網站，2008年3月28日
- 中山紀念公園（页面存档备份，存于），收錄於中山公園數據庫（页面存档备份，存于），由香港浸會大學圖書館（页面存档备份，存于）提供
- 【慢活城中】踏青聽浪吹海風 中山紀念公園︱kennechu.info （页面存档备份，存于）